# Geraderichten
| Ausbildungsskala der FN                                                       |
| ----------------------------------------------------------------------------- |
| - Takt - Losgelassenheit - Anlehnung - Schwung - Geraderichtung - Versammlung |
| Gleichgewicht Durchlässigkeit                                                 |

Geraderichten im Pferdesport bedeutet, dass das Pferd „hufschlagdeckend“ geht, also in Stellung und Biegung mit den Hinterhufen in die Spur der Vorderhufe einfußt („Spurdeckung“). Geraderichten ist der fünfte Punkt der Ausbildungsskala des Pferdes.

## Zielsetzung
Erreicht werden soll mit dem Geraderichten die gleichmäßige Belastung der Vorder- und Hinterbeine:

„Jedes Pferd, das diese Bedingung einer gleichmäßigen Belastung der inneren und äußeren Beine erfüllt, sei es nun je nach Erfordernis, linear geradeaus gestellt oder in einer bestimmten Rippenbiegung, ist geradegerichtet.“

Insofern ist das Geraderichten u. a. eine Voraussetzung für den Erhalt von „Schwung und Reinheit des Ganges auch in den Seitengängen“. Nur ein geradegerichtetes Pferd kann den nächsten Schritt der Ausbildung, die Versammlung, erreichen.
Geraderichten hat nichts mit Geradeausreiten zu tun, sondern wird vor allem durch das beidseitige Reiten auf gebogenen Linien gefördert („geraderichtende Biegearbeit“). Die natürliche Schiefe des Pferdes soll ausgeglichen werden, um einem vorzeitigen, einseitigen Verschleiß vorzubeugen.
Im ungeschulten Zustand kann sich das Pferd auf zwei Hufschlägen besser ausbalancieren. Vier Fünftel aller Pferde sind nach rechts schief, d. h. das Pferd tritt mit dem rechten Hinterhuf seitlich rechts neben die Spur des rechten Vorderfußes. Die vom rechten Hinterbein entwickelte Schubkraft wirkt somit diagonal über die linke Schulter des Pferdes und belastet vermehrt den linken Vorderfuß. Es besteht die Gefahr vorzeitiger Verschleißerscheinungen des linken Vorderbeines.
Nach einer von Peter Spohr gegebenen Interpretation beinhaltet das Geraderichten des Pferds auch, dass das Absenken einer Hüftseite beim Vortreten des Beins auf dieser Seite durch eine entsprechende Kompensationsbewegung in den Hanken der anderen Seite so ausgeglichen wird, dass die seitliche Schwingung des Pferds sich verkleinert und der Reiter bequemer sitzen kann.

## Merkmale des geradegerichteten Pferdes
- Hinterhand und Vorhand sind aufeinander eingespurt
- Die Schubkraft der Hinterhand wirkt voll in Richtung unter den Schwerpunkt des Pferdes

## Ausbildung
Das Geraderichten eines Pferdes beginnt schon damit, dass das junge Pferd vor dem Anreiten an der Longe sein Gleichgewicht auf beiden Händen schult. Schon hier wird gegen die natürliche Schiefe gearbeitet, da das Pferd auch auf der „festen“ Seite auf einem Zirkel gehen muss.
Die „geraderichtende Biegearbeit“ beginnt mit den einfachen Wendungen (Durchreiten der Ecken, Schlangenlinien, Zirkel, Volten). Anspruchsvollere Übungen sind das Schultervor und das Reiten-in-Stellung, die schließlich zum Schulterherein führen. Die echten Seitengänge fördern weiter die Beweglichkeit des Pferdes und erreichen zunehmend durch eine beidseitige Biegung, dass das Pferd geradegerichet wird. Die geraderichtende Biegearbeit ihrerseits ist für die Versammlung unerlässlich, da nur so die Hinterhand gleichmäßig viel Last auf beiden Hinterbeinen aufnehmen kann, ohne dass eine Seite ausbricht statt unter den Schwerpunkt zu treten.
Die Reitvorschrift H.Dv.12 führt zum Geraderichten aus:

„Das geradegerichtete, auf einem Hufschlag gehende Pferd soll sich stets mit der Längsachse seines Körpers der Hufschlaglinie anpassen, gleichviel, ob sie grade oder gebogen ist. Der Schub der Hinterhand wirkt nur dann in grader Richtung und voll gegen die Vorhand.“

In Gustav Steinbrechts Werk Das Gymnasium des Pferdes steht der Leitsatz:

„Reite dein Pferd vorwärts und richte es gerade!“